# Jestem…
Jestem… – debiutancki album studyjny polskiego zespołu muzycznego Bednarek. Wydawnictwo ukazało się 28 listopada 2012 roku nakładem wytwórni muzycznej Lou & Rocked Boys w dystrybucji Rockers Publishing. Album został nagrany w warszawskich Sound & More Studio i As One Studio, opolskim Pro Silesia Studio oraz w Muzik Millenium Studio w Londynie.
Nagrania zadebiutowały na 1. miejscu zestawienia OLiS. 13 maja 2015 roku płyta uzyskała w Polsce status diamentowej sprzedając się w nakładzie 150 tys. egzemplarzy.

## Lista utworów
Opracowano na podstawie materiału źródłowego.
| Nr  | Tytuł utworu                                                 | Długość |
| --- | ------------------------------------------------------------ | ------- |
| 1.  | „Think About Tomorrow”                                       | 3:55    |
| 2.  | „Jestem… (sobą)” (gościnnie: Kamil „Staff" Stefański)        | 3:53    |
| 3.  | „Światu brakuje troski” (gościnnie: Piotr „Gutek" Gutkowski) | 3:58    |
| 4.  | „Keep On Trying”                                             | 3:51    |
| 5.  | „Dni, których jeszcze nie znamy” (wyk. oryg. Marek Grechuta) | 3:19    |
| 6.  | „Salut!”                                                     | 2:35    |
| 7.  | „Chodź ucieknijmy…”                                          | 4:14    |
| 8.  | „Dla Ciebie”                                                 | 3:26    |
| 9.  | „Revolution”                                                 | 3:42    |
| 10. | „Jest takie miejsce” (gościnnie: Dawid Portasz)              | 3:53    |
| 11. | „Fly Away”                                                   | 3:46    |
| 12. | „Nie chcę wyjeżdżać stąd”                                    | 3:30    |
| 13. | „Cisza”                                                      | 4:29    |
|     |                                                              | 48:31   |

## Twórcy
Opracowano na podstawie materiału źródłowego.
| Zespół Bednarek w składzie - Kamil „Maccabraa” Bednarek – wokal prowadzący - Maciek „Dzidzia” Pilarz – perkusja - Piotr „Piter” Bielawski – gitara - Radek „Padaczi” Szyszkowski – instrumenty klawiszowe - Piotr „Zwierz” Stanclik – gitara basowa Produkcja - Jarosław Smak – realizacja nagrań, miksowanie, mastering, produkcja muzyczna - Mariusz Dziurawiec – realizacja nagrań, miksowanie, mastering, produkcja muzyczna - Sebastian Witkowski – realizacja nagrań - Tomasz „Magiera” Janiszewski – realizacja nagrań - WhiteHouse – realizacja nagrań - Adam Lemanczyk – realizacja nagrań - Radosław Wocial – realizacja nagrań - Mentalporn – zdjęcia, opracowanie graficzne |  | Dodatkowi muzycy - Piotr „Gutek” Gutkowski – wokal (3) - Kamil „Staff” Stefański – wokal (2) - Dawid Potrasz – wokal (10) - Ania Mrożek – wokal wspierający (1, 3, 4, 6-11, 13) - Kornelia Bednarek – wokal wspierający (1, 3, 4, 6-13) - Monika Biczysko – wokal wspierający (12) - Adam Mościcki – instrumenty perkusyjne - Michał Jelonek – skrzypce (1, 9) - Funky Filon – scratche (2) - Richard Doswell – saksofon tenorowy - Eddie Rieband – puzon - David Fullwood – trąbka, skrzydłówka |